# コンテンツ海外流通促進機構
一般社団法人コンテンツ海外流通促進機構（コンテンツかいがいりゅうつうそくしんきこう、英語: Content Overseas Distribution Association）は、2002年に日本コンテンツの海外展開の促進と海賊版対策を目的に、設立された団体である。略称は、CODA（コーダ）。

## 概要
映画、アニメ、放送番組、音楽、ゲーム、出版などの日本コンテンツ産業の積極的な海外展開を促進することを目的として、著作権関連団体やコンテンツ企業が一致協力して海外における海賊版対策などを講じるための組織として、2002年、経済産業省及び文化庁の呼びかけにより設立された。

## 沿革
- 2002年8月12日　任意団体として設立
- 2009年4月1日　一般社団法人格取得

## メンバー
2025年現在、36社、11団体、10準会員が加盟しています。

### 企業会員
- アニプレックス
- エイベックス
- ADKホールディングス
- NTTドコモ・スタジオ＆ライブ
- FWD株式会社
- KADOKAWA
- キングレコード
- 講談社
- Cygames
- 集英社
- 小学館
- 小学館集英社プロダクション
- 松竹
- スクウェア・エニックス
- STARTO ENTERTAINMENT
- スタジオジブリ
- TBSテレビ
- テレビ朝日
- テレビ東京
- 東映株式会社
- 東映アニメーション
- 東宝
- トムス・エンタテインメント
- 日活
- 日本テレビ放送網
- 日本放送協会
- 博報堂DYミュージック&ピクチャーズ
- ハピネット・メディアマーケティング
- バンダイ
- バンダイナムコフィルムワークス
- フジテレビジョン
- ポニーキャニオン
- ユニバーサル ミュージック
- 吉本興業ホールディングス
- 読売テレビ放送
- WOWOW

### 団体会員
- 衛星放送協会
- コンピュータエンターテインメントレーティング機構
- コンピュータソフトウェア著作権協会
- デジタルコンテンツ協会
- デジタル出版者連盟
- 日本映画製作者連盟
- 日本映像ソフト協会
- 日本雑誌協会
- 日本動画協会
- 日本弁理士会
- 不正商品対策協議会

### 賛助会員
- ソニー・ミュージックエンタテインメント
- 円谷プロダクション
- 手塚プロダクション
- 日本アニメーション
- モリサワ
- 日本音楽事業者協会
- 日本音楽制作者連盟
- 日本書籍出版協会
- 日本民間放送連盟
- 日本レコード協会